# Крученозубка язичкова
Крученозубка язичкова (Tortula lingulata) — вид мохів порядку потіальних (Pottiales).

## Поширення
Батьківщиною є Європа.